# Grand Rapids

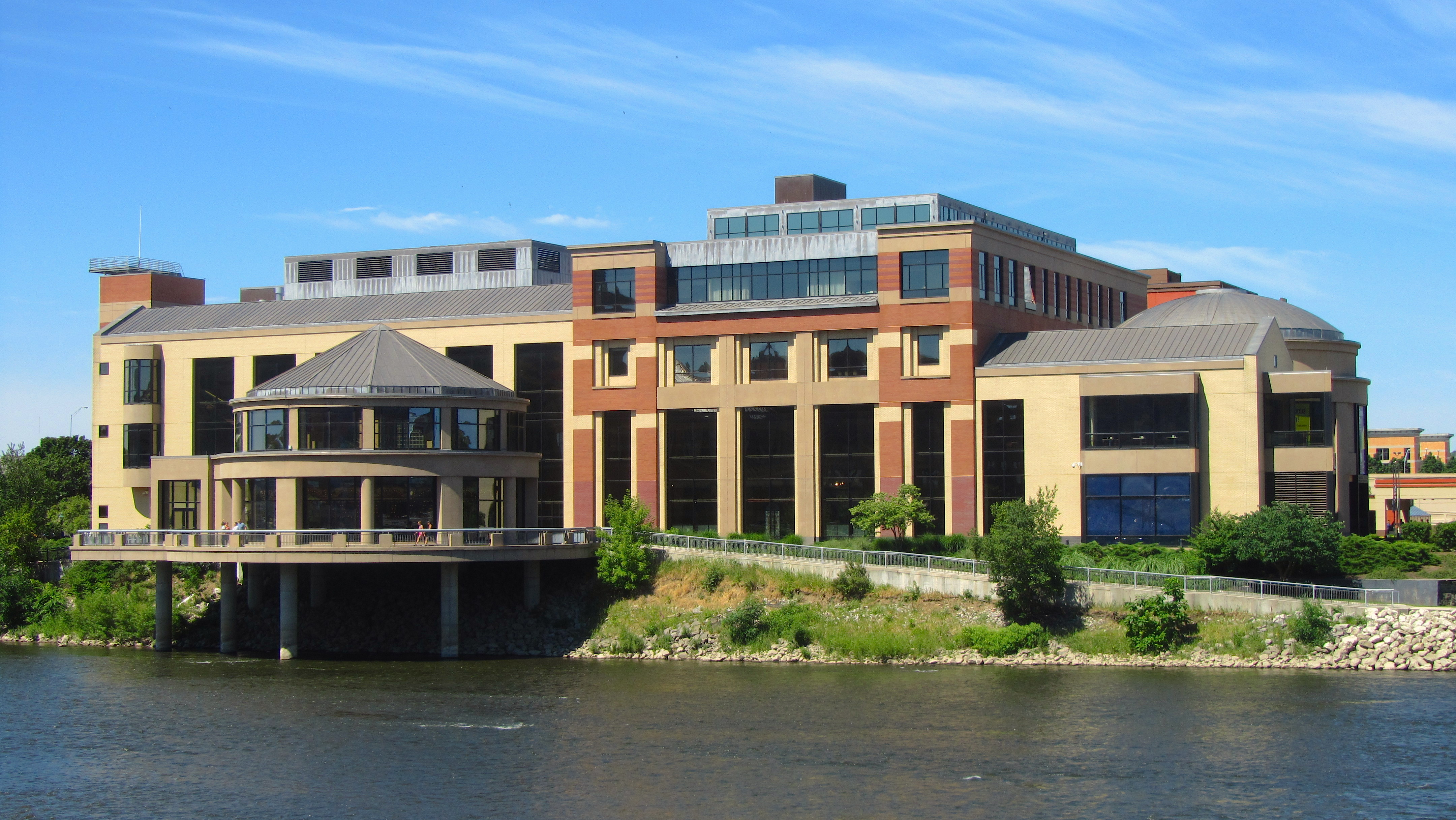
Grand Rapids Public Museum

Grand Rapids – miasto w Stanach Zjednoczonych, w stanie Michigan, nad rzeką Grand (uchodzącą do jeziora Michigan). Jest drugim co do wielkości miastem stanu Michigan i siedzibą hrabstwa Kent. Liczy 196,6 tys. mieszkańców, oraz 1,1 mln mieszkańców w obszarze metropolitalnym.
Od lat 70. XIX wieku do lat 30. XX wieku Grand Rapids było znane jako centrum przemysłu meblarskiego. Stąd zdobyło swój przydomek „Miasta Mebli”. Wiele firm produkujących meble biurowe nadal ma swoje siedziby w mieście. Ponadto rozwinięty przemysł metali, tworzyw sztucznych, biofarmaceutyków, urządzeń medycznych, technologii produkcji, motoryzacji i przetwórstwa żywności.
Prawa miejskie od 1850. Znaczna część populacji to imigranci z Polski, spośród których wywodził się mistrz świata w boksie Stanley Ketchel. Inną znaczącą grupą ludnościową są imigranci z Holandii. W 1945 r. Grand Rapids zostało pierwszym miastem na świecie, które dodało fluor do swojej wody, w celu walki z próchnicą zębów.
Położone jest w sąsiedztwie żyznego, rolniczego regionu Fruit Ridge, gdzie produkuje się 60% wszystkich jabłek w stanie, oraz wiele innych owoców i warzyw.
Miasto znane jest z koncentracji wydawnictw chrześcijańskich, takich jak: Zondervan, Baker Publishing Group, Eerdmans i Kregel Publications.
Posiada międzynarodowy port lotniczy im. Geralda Forda.

## Demografia
Według danych pięcioletnich z 2022 roku, 58,2% populacji głównego miasta stanowiła ludność biała nielatynoska (76,7% w obszarze metropolitalnym), 17,9% to ludność czarna lub Afroamerykanie, 15,9% stanowili Latynosi jakiejkolwiek rasy, 10,9% było rasy mieszanej, 2,8% to Azjaci i 0,5% to rdzenna ludność Ameryki. 10,5% mieszkańców urodziło się poza granicami Stanów Zjednoczonych (6,6% w obszarze metropolitalnym).
Poza osobami pochodzenia afroamerykańskiego, do największych grup należały osoby pochodzenia niemieckiego (14%), holenderskiego (12,2%), meksykańskiego (9,8%), irlandzkiego (7,8%), angielskiego (6,7%), polskiego (6,3%), włoskiego (3,1%) i afrykańskiego lub arabskiego (3,1%).

## Edukacja
Do ważniejszych uczelni w mieście i okolicach należą: Grand Valley State University, Aquinas College (katolicki), Calvin University, Hope College, Cornerstone University i Davenport University (1866). 
Muzeum Publiczne Grand Rapids (kompleks założony w 1854 roku) obejmuje wystawy historycznych i współczesnych mebli, a także planetarium, ogród botaniczny i muzeum domowe w stylu wiktoriańskim. Muzeum Sztuki Grand Rapids posiada zbiory sztuki od renesansu po sztukę nowoczesną.

## Religia

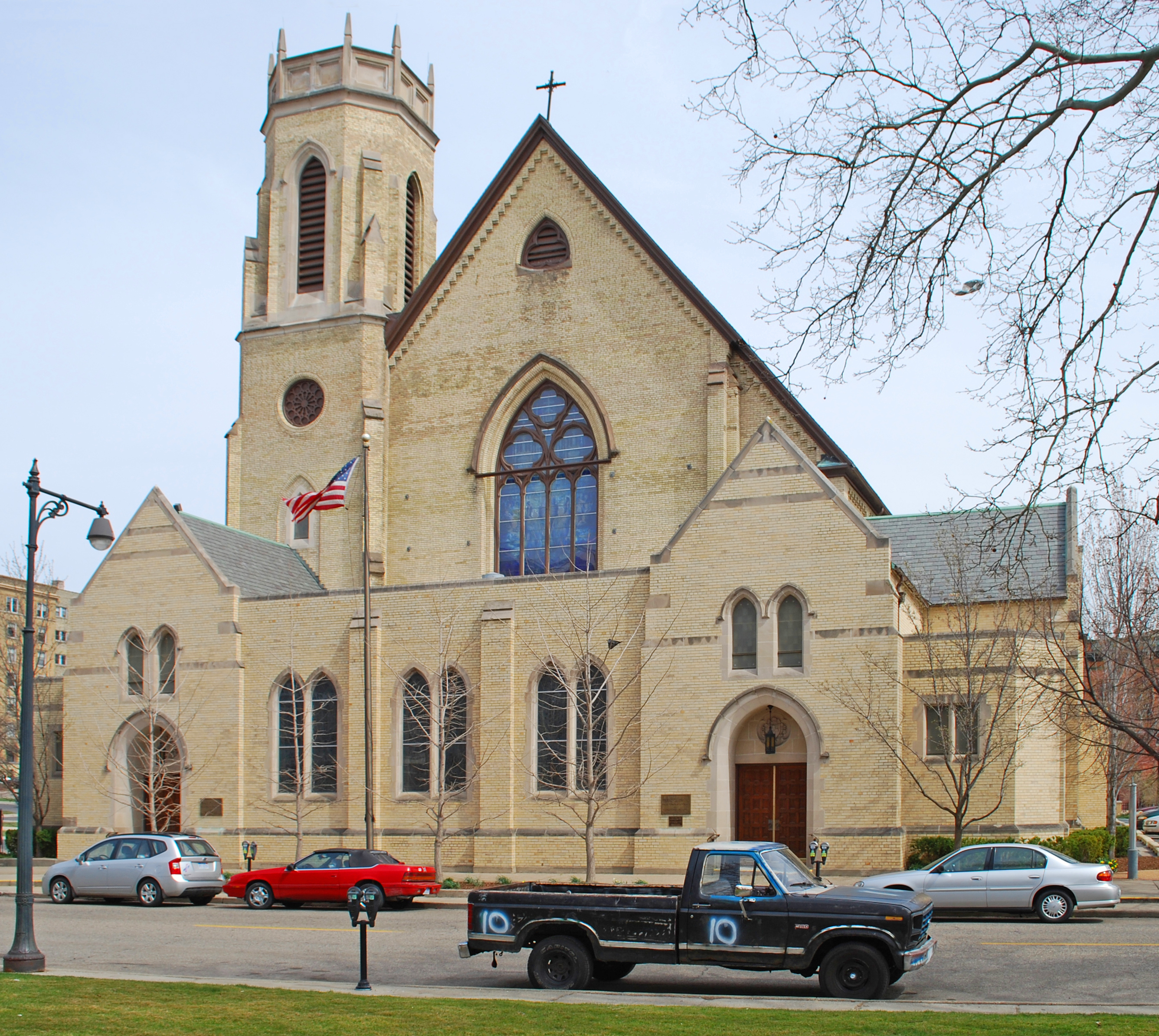
Zabytkowy kościół prezbiteriański w Grand Rapids

Uderzającą w Grand Rapids jest duża liczba kościołów założonych przez holenderskich migrantów, w tym głównie należących do Chrześcijańskiego Kościoła Reformowanego i Kościoła Reformowanego w Ameryce (RCA), które mają w mieście swoje główne siedziby. Ponadto do największych organizacji należy Kościół katolicki, który według danych z 2020 roku na obszarze metropolii zrzesza 141,9 tys. członków w 60 parafiach. Inne kościoły protestanckie obejmują bezdenominacyjne zbory ewangelikalne, Zjednoczony Kościół Metodystyczny, Kościół Wesleyański, Kościół Luterański Synodu Missouri, Zbory Boże i dużo kościołów baptystycznych, o orientacji fundamentalistycznej. Do mniejszych (poniżej 10 tys.) społeczności należą: muzułmanie, świadkowie Jehowy, adwentyści dnia siódmego i mormoni.

## Sport
- Grand Rapids Griffins – klub hokejowy

## Urodzeni w Grand Rapids
- Taylor Lautner (ur. 1992) – aktor
- Floyd Mayweather Jr. (ur. 1977) – bokser, mistrz świata
- Anthony Kiedis (ur. 1962) – piosenkarz rockowy
- Roger Chaffee (1935–1967) – oficer marynarki wojennej i astronauta
- Christina Koch (ur. 1979) – astronautka i inżynier
- Andy Richter (ur. 1966) – aktor
- Devin Booker (ur. 1996) – koszykarz
- Jack Lousma (ur. 1936) – astronauta i oficer wojskowy
- Paul Schrader (ur. 1946) – reżyser filmowy
- Chris Kaman (ur. 1982) – koszykarz
- Del Shannon (1934–1990) – piosenkarz i gitarzysta rockowy
- Paul Walter Hauser (ur. 1986) – aktor, komik
- Chris Van Allsburg (ur. 1949) – pisarz i ilustrator książek dla dzieci
- Richard DeVos (1926–2018) – multimiliarder, współzałożyciel korporacji Amway
- Jay Van Andel (1924–2004) – miliarder, współzałożyciel korporacji Amway
- Justin Amash (ur. 1980) – republikański polityk o palestyńsko-syryjskich korzeniach
- Arthur Vandenberg (1884–1951) – senator Stanów Zjednoczonych, współzałożyciel ONZ
- Elizabeth Wilson (1921–2015) – aktorka
- Henry F. Schaefer, III (ur. 1944) – chemik, pięciokrotnie nominowany do Nagrody Nobla
- Edmund Szoka (1927–2014) – duchowny katolicki o polskim pochodzeniu
- Stanley Ketchel (1886–1910) – amerykański bokser polskiego pochodzenia
- Brian Mast (ur. 1980) – polityk, wieloletni kongresman USA z Florydy

## Miasta partnerskie
- Polska: Bielsko-Biała
- Ghana: Ga East
- Korea Południowa: Gangnam-gu
- Japonia: Omihachiman
- Włochy: Perugia
- Meksyk: Zapopan[14]